# Prototyp (Entwurfsmuster)
Ein Prototyp (englisch prototype) ist ein Entwurfsmuster (engl. design pattern) aus dem Bereich der Softwareentwicklung und gehört zur Kategorie der Erzeugungsmuster (engl. creational patterns). Neue Instanzen werden auf Grundlage von prototypischen Instanzen („Vorlagen“) erzeugt. Dabei wird die Vorlage kopiert und an neue Bedürfnisse angepasst. Das Muster ist eines der sogenannten GoF-Muster (Gang of Four, siehe Viererbande).

## Verwendung
Ein Prototyp wird angewendet, wenn
- die Erzeugung weiterer Instanzen einer Klasse aufwendig (teuer) ist und sich die Objekte ähneln,
- die zu instanziierenden Klassen erst zur Laufzeit bekannt sind,
- eine Hierarchie von Fabriken parallel zu einer Hierarchie von Produkten vermieden werden soll, oder,
- die Objekte einer Klasse nur wenige Zustandskombinationen annehmen können; oder
- die Bearbeitung von Vorlagen sehr ähnlich oder gleich der von Objekten ist.

## UML-Diagramm
Das folgende Klassendiagramm zeigt die am Entwurfsmuster beteiligten Rollen. Ein Klient ruft die Methode klone() eines Objekts vom Typ Prototyp auf und bekommt entweder ein Objekt vom Typ KonkreterPrototyp1 oder vom Typ KonkreterPrototyp2 zurück, je nachdem, welcher der beiden Typen sich hinter der Schnittstelle Prototyp in dieser einfachen Assoziation (UML) verbirgt.

## Akteure
Der Typ Prototyp definiert eine Schnittstelle zur Kopie eines Objektes. Objekte vom Typ KonkreterPrototyp1 oder KonkreterPrototyp2 kopieren sich selbst durch Aufruf ihrer Implementierung der durch die Schnittstelle vorgeschriebenen klone()-Methode. Man unterscheidet zwischen flacher Kopie (shallow cloning) und tiefer Kopie (deep cloning). Erstere lässt Verweise auf andere Objekte bestehen, zweiteres kopiert zusätzlich die referenzierten Objekte. In der Regel wird eine tiefe Kopie eines Prototyps hergestellt (außer für nicht-modifizierbare Objekte), die genauen Details müssen aber von Fall zu Fall geklärt werden.
Der Klient erzeugt neue Objekte als Kopie bestehender Objekte und modifiziert sie.
Anmerkung: Die Verwendung einer clone()-Methode ist nicht gleichbedeutend mit der Anwendung eines Prototyp-Musters. Im Prototyp-Muster wird konzeptionell zwischen den Prototypen und den (Nutz-)Objekten unterschieden, es dient also nicht jedes Objekt (einer Klassenhierarchie) als Prototyp. Daher soll beim Kopieren des Prototyps zum Zwecke der Objekterzeugung auch zumindest das „Status=Prototyp“-Flag (o. ä.) verändert werden, und daher gilt nicht mehr, dass der Prototyp gleich dem erzeugten Objekt ist. Sinnvollerweise wird dafür eine eigene Instanzierungsmethode oder eine clone()-Methode mit Parameter verwendet.

## Vorteile
Komplexe Objekte lassen sich schneller erzeugen. Neue Unterklassen können zur Laufzeit eingebunden werden. Neue Objekte können durch Variation der Struktur spezifiziert werden. Es gibt keine Erzeuger-Klassenhierarchie parallel zur Klassenhierarchie der Produkte.

## Nachteile
Die Erstellung einer Kopie eines Objektes kann aufwendig sein. Jede Unterklasse muss die Kopie-Operation implementieren. Eventuelle Initialisierungen des kopierten Objekts müssen zusätzlich erfolgen.

## Verwendung in der Dokumentenverarbeitung
In der Dokumentenverarbeitung (z. B. Microsoft Office, LibreOffice) ist das Prototyp-Muster Standard: Die Vorlagen werden mit denselben Tools wie die eigentlichen Dokumente bearbeitet; zum Erstellen eines Dokuments wird eine Vorlage kopiert und dann weiterbearbeitet. Oft gibt es eine Standard-Vorlage (z. B. „Normal.dot“), die als minimaler Prototyp für Objekte oder andere Vorlagen dienen kann.

## Beispiel
Diese C++11 Implementierung basiert auf der vor C++98 Implementierung im Buch Entwurfsmuster.
```
#include
 
<iostream>

enum
 
Richtung
 
{
Norden
,
 
Sueden
,
 
Osten
,
 
Westen
};

class
 
KartenEintrag
 
{

public
:

  
virtual
 
void
 
betrete
()
 
=
 
0
;

  
virtual
 
KartenEintrag
*
 
klone
()
 
const
 
=
 
0
;

  
virtual
 
~
KartenEintrag
()
 
=
 
default
;

};

class
 
Raum
 
:
 
public
 
KartenEintrag
 
{

public
:

  
Raum
()
 
:
raumNr
(
0
)
 
{}

  
Raum
(
int
 
n
)
 
:
raumNr
(
n
)
 
{}

  
void
 
setSeite
(
Richtung
 
d
,
 
KartenEintrag
*
 
ms
)
 
{

    
std
::
cout
 
<<
 
"Raum::setSeite "
 
<<
 
d
 
<<
 
' '
 
<<
 
ms
 
<<
 
'\n'
;

  
}

  
virtual
 
void
 
betrete
()
 
{}

  
virtual
 
Raum
*
 
klone
()
 
const
 
{

    
return
 
new
 
Raum
(
*
this
);

  
}

  
Raum
&
 
operator
=
(
const
 
Raum
&
)
 
=
 
delete
;

private
:

  
int
 
raumNr
;

};

class
 
Wand
 
:
 
public
 
KartenEintrag
 
{

public
:

  
Wand
()
 
{}

  
virtual
 
void
 
betrete
()
 
{}

  
virtual
 
Wand
*
 
klone
()
 
const
 
{

    
return
 
new
 
Wand
(
*
this
);

  
}

};

class
 
Tuer
 
:
 
public
 
KartenEintrag
 
{

public
:

  
Tuer
(
Raum
*
 
r1
 
=
 
nullptr
,
 
Raum
*
 
r2
 
=
 
nullptr
)

    
:
raum1
(
r1
),
 
raum2
(
r2
)
 
{}

  
Tuer
(
const
 
Tuer
&
 
andere
)

    
:
raum1
(
andere
.
raum1
),
 
raum2
(
andere
.
raum2
)
 
{}

  
virtual
 
void
 
betrete
()
 
{}

  
virtual
 
Tuer
*
 
klone
()
 
const
 
{

    
return
 
new
 
Tuer
(
*
this
);

  
}

  
virtual
 
void
 
initialisiere
(
Raum
*
 
r1
,
 
Raum
*
 
r2
)
 
{

    
raum1
 
=
 
r1
;

    
raum2
 
=
 
r2
;

  
}

  
Tuer
&
 
operator
=
(
const
 
Tuer
&
)
 
=
 
delete
;

private
:

  
Raum
*
 
raum1
;

  
Raum
*
 
raum2
;

};

class
 
Labyrinth
 
{

public
:

  
void
 
fuegeRaumHinzu
(
Raum
*
 
r
)
 
{

    
std
::
cout
 
<<
 
"Labyrinth::fuegeRaumHinzu "
 
<<
 
r
 
<<
 
'\n'
;

  
}

  
Raum
*
 
raumNr
(
int
)
 
const
 
{

    
return
 
nullptr
;

  
}

  
virtual
 
Labyrinth
*
 
klone
()
 
const
 
{

    
return
 
new
 
Labyrinth
(
*
this
);

  
}

  
virtual
 
~
Labyrinth
()
 
=
 
default
;

};

class
 
LabyrinthFabrik
 
{

public
:

  
LabyrinthFabrik
()
 
=
 
default
;

  
virtual
 
~
LabyrinthFabrik
()
 
=
 
default
;

  
virtual
 
Labyrinth
*
 
erzeugeLabyrinth
()
 
const
 
{

    
return
 
new
 
Labyrinth
;

  
}

  
virtual
 
Wand
*
 
erzeugeWand
()
 
const
 
{

    
return
 
new
 
Wand
;

  
}

  
virtual
 
Raum
*
 
erzeugeRaum
(
int
 
n
)
 
const
 
{

    
return
 
new
 
Raum
(
n
);

  
}

  
virtual
 
Tuer
*
 
erzeugeTuer
(
Raum
*
 
r1
,
 
Raum
*
 
r2
)
 
const
 
{

    
return
 
new
 
Tuer
(
r1
,
 
r2
);

  
}

};

class
 
LabyrinthPrototypFabrik
 
:
 
public
 
LabyrinthFabrik
 
{

public
:

  
LabyrinthPrototypFabrik
(
Labyrinth
*
 
m
,
 
Wand
*
 
w
,
 
Raum
*
 
r
,
 
Tuer
*
 
d
)

    
:
prototypLabyrinth
(
m
),
 
prototypRaum
(
r
),

     
prototypWand
(
w
),
 
prototypTuer
(
d
)
 
{}

  
virtual
 
Labyrinth
*
 
erzeugeLabyrinth
()
 
const
 
{

    
return
 
prototypLabyrinth
->
klone
();

  
}

  
virtual
 
Raum
*
 
erzeugeRaum
(
int
)
 
const
 
{

    
return
 
prototypRaum
->
klone
();

  
}

  
virtual
 
Wand
*
 
erzeugeWand
()
 
const
 
{

    
return
 
prototypWand
->
klone
();

  
}

  
virtual
 
Tuer
*
 
erzeugeTuer
(
Raum
*
 
r1
,
 
Raum
*
 
r2
)
 
const
 
{

    
Tuer
*
 
door
 
=
 
prototypTuer
->
klone
();

    
door
->
initialisiere
(
r1
,
 
r2
);

    
return
 
door
;

  
}

  
LabyrinthPrototypFabrik
(
const
 
LabyrinthPrototypFabrik
&
)
 
=
 
delete
;

  
LabyrinthPrototypFabrik
&
 
operator
=
(
const
 
LabyrinthPrototypFabrik
&
)
 
=
 
delete
;

private
:

  
Labyrinth
*
 
prototypLabyrinth
;

  
Raum
*
 
prototypRaum
;

  
Wand
*
 
prototypWand
;

  
Tuer
*
 
prototypTuer
;

};

// Wenn baueLabyrinth mit verschiedenen prototypischen Raum-, Tür- und Wandobjekten parametrisiert wird, welche es kopieren und dem Labyrinth hinzufügen kann, dann können Sie den Aufbau des Labyrinths durch Ersetzen dieser prototypischen Objekte verändern. Dies ist ein Beispiel für das Prototypmuster (144).

class
 
LabyrinthSpiel
 
{

public
:

  
Labyrinth
*
 
baueLabyrinth
(
LabyrinthPrototypFabrik
&
 
m
)
 
{

    
Labyrinth
*
 
einLabyrinth
 
=
 
m
.
erzeugeLabyrinth
();

    
Raum
*
 
r1
 
=
 
m
.
erzeugeRaum
(
1
);

    
Raum
*
 
r2
 
=
 
m
.
erzeugeRaum
(
2
);

    
Tuer
*
 
dieTuer
 
=
 
m
.
erzeugeTuer
(
r1
,
 
r2
);

    
einLabyrinth
->
fuegeRaumHinzu
(
r1
);

    
einLabyrinth
->
fuegeRaumHinzu
(
r2
);

    
r1
->
setSeite
(
Norden
,
 
m
.
erzeugeWand
());

    
r1
->
setSeite
(
Osten
,
 
dieTuer
);

    
r1
->
setSeite
(
Sueden
,
 
m
.
erzeugeWand
());

    
r1
->
setSeite
(
Westen
,
 
m
.
erzeugeWand
());

    
r2
->
setSeite
(
Norden
,
 
m
.
erzeugeWand
());

    
r2
->
setSeite
(
Osten
,
 
m
.
erzeugeWand
());

    
r2
->
setSeite
(
Sueden
,
 
m
.
erzeugeWand
());

    
r2
->
setSeite
(
Westen
,
 
dieTuer
);

    
return
 
einLabyrinth
;

  
}

};

int
 
main
()
 
{

  
LabyrinthSpiel
 
spiel
;

  
LabyrinthPrototypFabrik
 
einfacheLabyrinthFabrik

    
(
new
 
Labyrinth
,
 
new
 
Wand
,
 
new
 
Raum
,
 
new
 
Tuer
);

  
spiel
.
baueLabyrinth
(
einfacheLabyrinthFabrik
);

}

```

Die Programmausgabe ist ähnlich zu:
```
Labyrinth
::
fuegeRaumHinzu
 
0x1353f50

Labyrinth
::
fuegeRaumHinzu
 
0x1353f70

Raum
::
setSeite
 
0
 
0x13543c0

Raum
::
setSeite
 
2
 
0x1353f90

Raum
::
setSeite
 
1
 
0x13543e0

Raum
::
setSeite
 
3
 
0x1354400

Raum
::
setSeite
 
0
 
0x1354420

Raum
::
setSeite
 
2
 
0x1354440

Raum
::
setSeite
 
1
 
0x1354460

Raum
::
setSeite
 
3
 
0x1353f90

```

Im JDK wird das Prototyp-Muster nicht explizit verwendet; nur bei der Klasse javax.swing.text.EditorKit ist angeführt, dass neue Instanzen durch Klonen einer anderen Instanz erzeugt werden sollen. Viele Klassen im JDK implementieren allerdings eine öffentliche clone()-Methode, die prinzipiell als Grundlage eines Prototyp-Patterns verwendet werden kann.

### Implementierung in .NET-Sprachen
Im .Net-Framework und in .NET bietet die Basisklasse System.Object die geschützte (protected) Methode MemberwiseClone(), die eine flache Kopie des Objekts erzeugt, d. h. wertbehaftete Typen (int, decimal etc.) werden byteweise 1 zu 1 kopiert, bei Referenzen wird nur der Referenzzeiger kopiert und nicht das Objekt selbst, auf das die neue Referenz zeigt. Um das Muster für einen Client nutzbar zu machen, muss der Prototyp noch die Schnittstelle ICloneable mit der Methode clone() implementieren (hier C#):
```
using
 
System
;

using
 
System.Text
;

namespace
 
Prototype

{

    
abstract
 
class
 
Prototype
<
T
>
 
where
 
T
 
:
 
Prototype
<
T
>

    
{

        
public
 
T
 
Clone
()

        
{

            
return
 
(
T
)
this
.
MemberwiseClone
();

        
}

        
public
 
abstract
 
void
 
Print
();

        
public
 
abstract
 
int
 
X
 
{
 
get
;
 
set
;
 
}

    
}

    
class
 
ConcretePrototype
 
:
 
Prototype
<
ConcretePrototype
>

    
{

        
public
 
ConcretePrototype
(
int
 
x
)
 
{
 
X
 
=
 
x
;
 
}

        
public
 
override
 
void
 
Print
()

        
{

            
Console
.
WriteLine
(
X
);

        
}

        
public
 
override
 
int
 
X
 
{
 
get
;
 
set
;
 
}

    
}

    
class
 
Client

    
{

        
static
 
void
 
Main
(
string
[]
 
args
)

        
{

            
int
 
num
 
=
 
1000
;

            
ConcretePrototype
 
tempProt
 
=
 
null
;

            
ConcretePrototype
 
prot
 
=
 
new
 
ConcretePrototype
(
num
);

            
for
 
(
int
 
i
 
=
 
0
;
 
i
 
<
 
10
;
 
i
++
)

            
{

                
tempProt
 
=
 
prot
.
Clone
();

                
tempProt
.
X
 
*=
 
i
;

                
tempProt
.
Print
();

            
}

        
}

    
}

}

```

## Verwandte Entwurfsmuster
Einerseits konkurrieren abstrakte Fabrik und Prototyp miteinander, weil sie beide unterschiedliche Arten von Objekten erzeugen können. Andererseits lassen sie sich miteinander kombinieren, wenn eine abstrakte Fabrik Prototypen erzeugt, die dann anschließend ohne Zuhilfenahme einer Fabrik geklont werden können.
Kompositum und Decorator werden häufig gemeinsam mit Prototypen verwendet.